# Daniele di Morley
Daniele di Morley (in latino: Morilegus  oppure Daniel Morlanensis; Morley (Norfolk), 1140 – Morley (Norfolk), 1210) è stato un filosofo e astronomo britannico della Scolastica.

## Biografia
Educato all'università di Oxford, dapprima studiò matematica e astronomia a Parigi, prima di trasferirsi intorno al 1160 a Toledo per apprendere la filosofia araba. Qui conobbe Gerardo da Cremona al quale consegnò varie informazioni biografiche.
Dopo alcuni anni fece ritorno in Inghilterra, portando con sé una preziosa collezione di manoscritti tradotti dall'arabo, che egli personalmente ignorava. Un passaggio della sua autobiografia sembra accennare la sua intenzione di ripartire per nuove mete a causa del basso livello della conoscenza scientifica esistente nell'isola. Giovanni di Oxford, vescovo di Norwich, lo persuase a non emigrare e supportò i suoi studi a Northampton. Daniele di Morley gli dedicò il volume Liber de Naturis inferiorum et superiorum (che il manoscritto miniato Arundel MS suddivide l'opera in due parti: De superiori parte mundi e De inferiori parte mundi).
La data precisa della morte non è nota, ma si colloca nella prima metà del XIII secolo.

## Opere
Morley fu autore di un libro intitolato Philosophia Magistri Danielis de Merlac, e , dedicato a Giovanni di Oxford. La prefazione del Liber de Naturis inferiorum et superiorum' è l'unica fonte biografica nota riguardo a Daniele di Morley. Il testo cita spesso filosofi arabi e greci, mostrando la superiorità dei primi sui secondi, pur non ignorando contenuti astrologici e magici.
Oltre al 'Codex Arundel 377 conservato al British Museum, un'altra copia dell'opera è la n. 95 del Corpus Christi College di Oxford (codice MSS). Essa ed è erroneamente catalogata e ascritta a W. de Conchys, manca della prefazione e menziona un terzo libro dell'opera che inizia con la frase latina Seneca loquens ad Lucilium. Questo terzo libro non si trova nel codice Arundel MS.
Morley fu probabilmente il primo autore a importare la filosofia naturale di Aristotele in Inghilterra. Nel suo sistema dei saperi, l'astrologia è considerata una scienza a tutti gli effetti, facente parte dell'astronomia.

I suoi scritti subirono l'influsso della filosofia ermetica di Guglielmo di Conches e la sua nozione di microcosmo e macrocosmo. L'azione di Morley fu preceduta da altri studiosi inglesi delle opere arabe, quali: Roberto di Ketton, Pietro Alfonsi, Adelardo di Bath, Roberto di Chester e Walcherio da Malvern.